# Jonas Kåge
Lars Jonas Kåge, född 14 mars 1950 i Stockholm, är en svensk balettdansör, koreograf och balettchef. Han är son till sångaren och skådespelaren Lars Kåge och sonson till skådespelaren Ivar Kåge.
Jonas Kåge utbildades vid Kungliga Teaterns balettskola 1959-67 och blev solist där från 1969. Han tillhör de främsta svenska dansarna med en omfattande internationell karriär på många av de främsta scenerna i Europa och USA. 1971 kom han som förste svensk till den amerikanska nationalbaletten, American Ballet Theatre i New York, där han blev en av solisterna fram till 1974 och arbetade med flera av världens främsta, och där mötte han också sin blivande hustru, den amerikanska dansaren och sedermera dansprofessorn Deborah Dobson, som han ofta dansat tillsammans med. Därefter följde bland annat Stuttgartbaletten 1975, Genèvebaletten 1976-77, Zürichbaletten 1978-85 och gästspel på många andra scener. 
Viktiga produktioner som dansare har bland annat varit i Romeo och Julia, Les Noces, De utstötta, Embrace Tiger and Return to Mountain och Intima blad (TV), och han har dansat i 25 av George Balanchines baletter. Hans förmåga att framgångsrikt gestalta såväl klassisk som modernare former av balett har gjort honom eftertraktad av många av världens framstående koreografer, såsom Kenneth MacMillan, Jerome Robbins och José Limon. Den brittiske balettmästaren Antony Tudor skapade sin sista balett The Leaves Are Falling direkt för honom. 
1987–95 var han balettchef för Malmöbaletten vid dåvarande Malmö stadsteater och gjorde även koreografi till ett flertal uppsättningar. 1993 fick han där Kvällspostens Thaliapris för sin produktion av Svansjön. Under hans chefstid ombildades Malmöbaletten till Skånes Dansteater, vars förste chef han därmed var. 1997-2006 var han chef för Ballet West i Salt Lake City i USA. Han och hustrun är sedan flera år verksamma som danspedagoger, bland annat i Dalarna, där de bor sedan 2006, och vid The Greenhouse Project i Uppsala. Han är sedan 2011 ledamot i Skolverkets Råd för dansarutbildning. samt konstnärlig ledare för den internationella tävlingen för unga dansare Stora Daldansen (The Nordic Baltic Ballet Competition) i Falun.